# 大角雄三
大角 雄三（おおすみ ゆうぞう、1949年8月25日 - ）は、日本の建築家。大角雄三設計室主宰。岡山県倉敷市生まれ。

## 経歴
岡山県倉敷市で生れる。地元の岡山県立倉敷青陵高校を経て、1975年に日本大学理工学部建築学科卒業する。その後、1988年大角雄三設計室を設立し、岡山県を中心に日本各地で設計活動を行う。
1999年「古民家再生工房の継続的な活動」で日本建築学会賞業績賞受賞する。「黒谷の家」で2000年第1回JIA環境建築賞の住宅部門最優秀賞を受賞した。また、2009年にも、第1回JIA中国建築大賞住宅部門の優秀賞を受賞する。2009年「廣榮堂本店藤原店」でグッドデザイン賞する。2012年「岡山山陽高校80周年記念館」で第4回JIA中国建築大賞 一般建築部門 優秀賞受賞する。「大山の小屋」で2013年第5回JIA中国建築大賞 住宅部門 大賞受賞し、2015年日本建築学会作品選奨、など受賞多数。
著書に『古民家再生術』（共著・住まいの図書館出版局）